# Wechselstromtelegrafie
Die Wechselstromtelegrafie (Abkürzung WT) ist ein analoges Verfahren des Frequenzmultiplex, das zur wirtschaftlichen Mehrkanalübertragung von Fernschreibsignalen, über Telefonleitungen, Richtfunk oder Funkverbindungen dient.
Es wurde überwiegend als Modulationsart die Amplituden- oder Frequenzmodulation eingesetzt. Die einzelnen Trägerfrequenzen werden mit dem Nachrichteninhalt des Fernschreibsignales getrennt moduliert und gemeinsam über einen Übertragungskanal übertragen und an deren Ende wieder getrennt demoduliert.
Bereits 1922 konnten auf Telefonkabeln gleichzeitig sechs Telegramme über ein Leitungspaar mit Tonfrequenz-Wechselstromtelegrafie mit Trägerfrequenzen übertragen werden.
Die Bandbreite des zur Verfügung stehenden Übertragungskanals wird in der Regel in gleich große Frequenzbänder aufgeteilt. Die Anzahl der  gleichzeitig möglichen Fernschreibkanäle wird von der maximalen Übertragungsgeschwindigkeit und der einzelnen Fernschreibkanäle (in Baud) bestimmt.
Entsprechend der Geschwindigkeit der Fernschreibkanäle sind auf einen Telefonkanal:
- 24 Kanäle mit 50 Baud oder
- 12 Kanäle mit 100  Baud oder
- 6 Kanäle mit 200  Baud möglich.

Es ist auch mit Hilfe der Wechselstromtelegrafie möglich, das über einen Sprachkanal Telefonie in einer verringerten Bandbreite und Fernschreibverbindungen gleichzeitig störungsfrei
übertragen werden können.

## Wechselstromtelegrafiegerät der NVA MWT 1/2
Mit dem mobilen Wechselstromtelegrafiegerät der NVA „MWT 1/2“ war es möglich, in einem Fernsprechkanal mit verminderter Bandbreite (1,8 kHz; normal 3,1 kHz) zusätzlich zwei WT-Kanäle (Kanal 8 und Kanal 10 nach CCITT) zu übertragen. 

## Nachfolger der Wechselstromtelegrafie
Die Wechselstromtelegrafie wurde im Rahmen der Digitalisierung der Übertragungsnetze häufig durch digitale Zeitmultiplexverfahren abgelöst. Da hier die Zeichen vor der gemeinsamen Übertragung zwischengespeichert werden, ist auch eine Datenmanipulation, wie z. B. das Entfernen von Start-, Stopbits, die Umwandlung ungesicherter Übertragungsprozeduren in gesicherte mit festem Rahmen und entsprechender Blocksicherung und die Datenkompression sowie die Umsetzung in andere Systeme möglich.